# 트레이시 라이언
트레이시 라이언(Tracy Ryan, 1971년 2월 8일 ~ )은 캐나다의 배우이다.
키치너 (온타리오 주)에서 태어났다.

## 영화
- 컴백 시즌 (2006년)
- 뷰티 비트레이드 (2002년)
- 포비든 (2002년)
- 나이트 클럽 (2001년)
- 보디가드 (2001년)
- 헐리우드 섹스 판타지 (2001년)
- 패스트 레인 투 베가스 (2000년)
- 헐리우드 신스 (2000년)
- 웹 오브 시덕션 (1999년)